# Cendras
Cendras ist eine französische Gemeinde mit 1.612 Einwohnern (Stand: 1. Januar 2022) im Département Gard in der Region Okzitanien. Sie gehört zum Arrondissement Alès und zum Kanton La Grand-Combe.

## Geographie
Cendras liegt ca. sieben Kilometer nordwestlich von Alès am Westufer des Flusses Gardon, in den hier der Galeizon mündet. Umgeben wird Cendras von den Nachbargemeinden Les Salles-du-Gardon im Norden, Saint-Martin-de-Valgalgues im Osten, Alès im Südosten, Saint-Jean-du-Pin im Süden, Saint-Paul-la-Coste im Westen sowie Soustelle im Nordwesten.
Am Ostrand der Gemeinde führt die Route nationale 106 entlang.

## Bevölkerungsentwicklung
| Jahr                       | 1962 | 1968 | 1975 | 1982 | 1990 | 1999 | 2010 | 2020 |
| Einwohner                  | 2248 | 2781 | 2267 | 2140 | 2022 | 1952 | 1914 | 1652 |
| Quellen: Cassini und INSEE |      |      |      |      |      |      |      |      |

## Sehenswürdigkeiten
- romanische Kirche aus dem 11./12. Jahrhundert
- Turm Le Puech aus dem 14. Jahrhundert
- Brücke Les Camisards